# Phos
Phos is een geslacht van weekdieren uit de klasse van de Gastropoda (slakken).

## Soorten
- Phos alabastrum Fraussen, 2003
- Phos blainvillei Deshayes in Bélanger, 1832
- Phos crassus Hinds, 1843
- Phos cyanostoma A. Adams, 1851
- Phos deforgesi Fraussen, 2003
- Phos dumalis (Philippi, 1851)
- Phos gladysiae Melvill & Standen, 1901
- Phos hirasei G. B. Sowerby III, 1913
- Phos muriculatus Gould in G. B. Sowerby, 1859
- Phos nodicostatus A. Adams, 1851
- Phos roseatus Hinds, 1844
- Phos sculptilis Watson, 1886
- Phos senticosus (Linnaeus, 1758)
- Phos temperatus Fraussen & Poppe, 2005
- Phos textilis A. Adams, 1851
- Phos textus (Gmelin, 1791)
- Phos vandenberghi Fraussen & Poppe, 2005
- Phos virgatus Hinds, 1844